# Sauchy-Lestrée
Sauchy-Lestrée é uma comuna francesa na região administrativa de Altos da França, no departamento de Pas-de-Calais. Estende-se por uma área de 9,06 km². Em 2010 a comuna tinha 460 habitantes (densidade: 50,8 hab./km²).